# 羅布鎮區 (印地安納州波西縣)
羅布鎮區（英語：Robb Township）是位於美國印地安納州波西縣的一個行政鎮區。

## 地方資料
根據2010年美國人口普查的數據，羅布鎮區的面積為96.73平方千米，當中陸地面積為96.60平方千米，而水域面積為0.13平方千米。當地共有人口2074人，而人口密度為每平方千米21.44人。